# Златна тројка
Златна тројка (енгл. Triple Gold Club) је спортско признање које се додељује играчима и тренерима у хокеју на леду који су током каријере успели да освоје три најважнија трофеја у овом спорту: златну медаљу на Олимпијским играма и Светском првенству и Стенли куп. Стенли куп је трофеј који се додељује победнику Националне хокејашке лиге (или НХЛ) која се сматра најјачим клупским такмичењем у хокеју на леду у светским оквирима. Према Међународној хокејашкој федерацији то су „три најважнија трофеја у хокејашком спорту“.
Први чланови златног клуба постали су шведски хокејаши Томас Јонсон, Матс Неслунд и Хокан Јоб након што је 27. фебруара 1994. Шведска освојила златну олимпијску медаљу на играма у Лилехамеру. Сам термин је постао јако популаран након што је репрезентација Канаде освојила златну олимпијску медаљу у Солт Лејк Ситију 2002. када су три канадска хокејаша постала чланови клуба (Роб Блејк, Џо Сакик и Брендан Шанахан). Међународна хокејашка федерација је 8. маја 2007. установила овај „клуб“ и припремила награде за играче и тренере који освоје три поменута трофеја. Прва церемонија пријема у „клуб“ требало је да се одржи током светског првенства 2008. у Канади али је померена на инаугурациони турнир Викторија купа који је одржан у октобру исте године. Ипак, церемонија пријема прва 22 члана у клуб била је 22. фебруара 2010. током зимске олимпијаде у Ванкуверу.
Закључно са 2011. 25 играча и један тренер су чланови „клуба“ — по девет Швеђана и Канађана, шест Руса и два Чеха. У клубу нема ниједног голмана. Убедљиво најмање времена за пријем у чланство „клуба“ требало је Швеђанима Никласу Кронвалу, Микаелу Самуелсону и Хенрику Зетербергу који су 2006. освојили олимпијско и светско злато, а 2008. и НХЛ титулу са Детроит ред вингсима. Руски хокејаш Вјачеслав Фетисов је чак 19 година чекао трећу титулу. Најмлађи члан клуба је Џонатан Тејвс који је у тренутку пријема (2010) имао свега 22 године. Фетисов, Игор Ларионов и Петер Форсберг су једини хокејаши који су сваки од ова три трофеја освајали најмање два пута. Чак девет чланова Детроит ред вингса се налази на овом списку, што овај ХНЛ клуб чини убедљиво најуспешнијим.
Први тренер, члан клуба, постао је Мајк Бебкок који је са селекцијом Канаде освојио златне медаље на Олимпијади 2010. и светском првенству 2004. а са Детроитом освојио НХЛ титулу 2008. године.

## Хокејашка „тријада“
Међународна хокејашка федерација сматра „златни клуб“ симболичним „клубом одабраних“ који су у хокејашком спорту током каријере успели да освоје три најважнија трофеја која постоје у том спорту. Важно је напоменути да ИИХФ није дозвољавао професионалним играчима из НХЛ лиге да наступају на светским првенствима све до 1977. а професионалцима је учешће на Олимпијадама дозвољено тек 1998. (на оба такмичења наступали играчи аматери). Са друге стране играчима из источне Европе није било дозвољено играње у НХЛ лиги све до пада гвоздене завесе 1989.

### Златна олимпијска медаља
Прво хокејашко такмичење на Олимпијским играма одржано је 1920. године у Антверпену у оквиру програма Летњих олимпијских игара, да би већ 1924. било уврштено у програм Зимских игара (Шамони 1924). Пошто су Олимпијске игре замишљене као смотра спортиста аматера, а професионализам је био строго забрањен, хокејашима који су наступали у било којој професионалној лиги није било дозвољено учешће на Играма. Током прве три деценије хокејашке олимпијске историје, канадски хокејаши аматери су освојили чак 6 од укупно 7 златних медаља. Канадску доминацију прекинули су Совјети 1956. који само два пута од почетка учествовања нису освајали злата (на Играма 1960. и 1980). Још само три национална тима су успела да се оките златним медаљама: Уједињено Краљевство 1936, Шведска 1994. и 2006. и Чешка 1998.
Међународни олимпијски комитет је тек 1988. године дозволио свим спортистима без обзира на њихове клупске каријере да се такмиче на Олимпијским играма. Међутим, управа НХЛ лиге није се слагала са идејом да њихови најбољи играчи наступају за своје репрезентативне селекције пошто се олимпијски турнир обично одржава током месеца фебруара усред клупске сезоне. Договор о наступима НХЛ професионалаца током олимпијских игара постигнут је тек 1998. када су се на играма у Нагану и појавиле прве порфесионалне хокејашке репрезентације САД и Канаде.

### Светско злато
Прва три светска првенства у хокеју на леду били су уједно и олимпијски турнири одржани 1920, 1924 и 1928. године, а прво засебно светско првенство одржано је 1930. године. Међутим, сви хокејашки олимпијски турнири у периоду између 1920. и 1968. уједно су се рачунали и као светска првенства. У савременом хокеју све репрезентације су подељене у четири дивизије. У елитној дивизији налази се 16 најбољих репрезентација, док је по 12 репрезентација смештено у Дивизију I и Дивизију II (по две групе са по 6 екипа у обе дивизије). Уколико је број екипа већи од 40, ти тимови се такмиче у Дивизији III. Титулу светског првака и златну медаљу осваја победник турнира елитне дивизије.
Канада је доминирала такмичењем све до 1954. и укључења Совјетског Савеза у такмичења. Те две репрезентације обележиле су својим ривалством светски хокеј све до распада СССР крајем 20. века. Почетком 21. века велико ривалство ова два тима заменила је такозвана „велика седморка“ коју поред Канаде и Русије, чине још национални тимови Шведске, Финске, Чешке, САД и Словачке.

### Победници Стенли купа
Трофеј Стенли купа традиционално се додељује победнику плеј оф серије северноамеричке професионалне НХЛ лиге и представља најстарији трофеј у професионалном спорту на северноамеричком континенту. Трофеј је прелазног типа и између две финалне серије плеј офа у власништву је оне екипа која је актуелни победник такмичења. Уједно и једини је спортски трофеј на којем се налазе угравирана имена свих играча, тренера и стручног штаба који су учествовали у његовом освајању.
Првобитна верзија трофеја била је много мања и направљена је од сребра, висине 18,5 цм и ширине 29 цм. Садашњи трофеј је много већих димензија, а изграђен је од легуре сребра и никла. Висина трофеја је 89,54 цм, а тежина чак 15,5 кг, док се на врху налази копија првобитног трофеја. Први трофеј направљен је 1892. и додељен најбољем аматерском хокејашком клубу у Канади те године. Творац трофеја је тадашњи канадски гувернер Лорд Стенли од Престона. И службено се додељује искључиво победницима НХЛ лиге од 1926. године.

## Чланови „златног клуба“
| *                                                                    | Играч је уједно и члан Хокејашке куће славних. |
| Подебљани текст означава догађај преко којег је играч стекао статус. |                                                |

### Играчи
| Играч               | Члан од           | Олимпијско злато    | Светско злато                                  | Стенли куп                                            |
| ------------------- | ----------------- | ------------------- | ---------------------------------------------- | ----------------------------------------------------- |
| Томас Јонсон        | 27. фебруар 1994. | Шведска 1994.       | Шведска 1991.                                  | Њујорк ајландерси 1982, 1983.                         |
| Матс Неслунд        | 27. фебруар 1994. | Шведска 1994.       | Шведска 1991.                                  | Монтреал канадијанси 1986.                            |
| Хокан Лоб           | 27. фебруар 1994. | Шведска 1994.       | Шведска 1987, 1991.                            | Калгари флејмси 1989                                  |
| Валериј Каменски    | 10. јун 1996.     | СССР 1988.          | СССР 1986, 1989, 1990.                         | Колорадо аваланчи 1996.                               |
| Алексеј Гусаров     | 10. јун 1996.     | СССР 1988.          | СССР 1986, 1989, 1990.                         | Колорадо аваланчи 1996.                               |
| Петер Форсберг      | 10. јун 1996.     | Шведска 1994, 2006. | Шведска 1992, 1998.                            | Колорадо аваланчи 1996, 2001.                         |
| Вјачеслав Фетисов * | 7. јун 1997.      | СССР 1984, 1988.    | СССР 1978, 1981, 1982, 1983, 1986, 1989, 1990. | Детроит ред вингси 1997, 1998.                        |
| Игор Ларионов *     | 7. јун 1997.      | СССР 1984, 1988.    | СССР 1982, 1983, 1986, 1989.                   | Детроит ред вингси 1997, 1998, 2002.                  |
| Александар Могиљни  | 10. јун 2010.     | СССР 1988.          | СССР 1989.                                     | Њу Џерзи девилси 2000.                                |
| Владимир Малахов    | 10. јун 2010.     | Уједињени тим 1992. | СССР 1990.                                     | Њу Џерзи девилси 2000.                                |
| Роб Блејк           | 24. фебруар 2002. | Канада 2002.        | Канада 1994, 1997.                             | Колорадо аваланчи 2001.                               |
| Џо Сакик            | 24. фебруар 2002. | Канада 2002.        | Канада 1994.                                   | Колорадо аваланчи 1996, 2001.                         |
| Брендан Шанахан     | 24. фебруар 2002. | Канада 2002.        | Канада 1994.                                   | Детроит ред вингси 1997, 1998, 2002.                  |
| Скот Нидермајер     | 9. мај 2004.      | Канада 2002, 2010.  | Канада 2004.                                   | Њу Џерзи девилси 1995, 2000, 2003 Анахајм дакси 2007. |
| Јаромир Јагр        | 15. мај 2005.     | Чешка 1998.         | Чешка 2005, 2010.                              | Питсбург пенгвинси 1991, 1992.                        |
| Јиржи Шлегр         | 15. мај 2005.     | Чешка 1998.         | Чешка 2005.                                    | Детроит ред вингси 2002.                              |
| Никлас Линдстром    | 26. фебруар 2006. | Шведска 2006.       | Шведска 1991.                                  | Детроит ред вингси 1997, 1998, 2002, 2008.            |
| Фредрик Модин       | 26. фебруар 2006. | Шведска 2006.       | Шведска 1998.                                  | Тампа беј лајтнингси 2004.                            |
| Крис Пронгер        | 6. јун 2007.      | Канада 2002, 2010.  | Канада 1997.                                   | Анахајм дакси 2007.                                   |
| Никлас Кронвал      | 4. јун 2008.      | Шведска 2006.       | Шведска 2006.                                  | Детроит ред вингси 2008.                              |
| Хенрик Зетерберг    | 4. јун 2008.      | Шведска 2006.       | Шведска 2006.                                  | Детроит ред вингси 2008.                              |
| Микаел Самуелсон    | 4. јун 2008.      | Шведска 2006.       | Шведска 2006.                                  | Детроит ред вингси 2008.                              |
| Ерик Стал           | 28. фебруар 2010. | Канада 2010.        | Канада 2007.                                   | Каролина харикенси 2006.                              |
| Џонатан Тејвс       | 9. јун 2010.      | Канада 2010.        | Канада 2007.                                   | Чикаго блекхокси 2010.                                |
| Патрис Бержерон     | 15. јун 2011.     | Канада 2010.        | Канада 2004.                                   | Бостон бруинси 2011.                                  |
| Сидни Крозби        | 17. мај 2015.     | Канада 2010, 2014.  | Канада 2015.                                   | Питсбург пенгвинси 2009.                              |
| Кори Пери           | 22. мај 2016.     | Канада 2010, 2014.  | Канада 2016.                                   | Анахајм дакси 2007.                                   |
| Павел Дацјук        | 25. фебруар 2018. | Русија 2018.        | Русија 2012.                                   | Детроит ред вингси 2002, 2008.                        |

### Тренери
| Тренер      | Члан од           | Олимпијско злато | Светско злато | Стенли куп               |
| ----------- | ----------------- | ---------------- | ------------- | ------------------------ |
| Мајк Бебкок | 28. фебруар 2010. | Канада 2010      | Канада 2004.  | Детроит ред вингси 2008. |